# Jon Ola Sand
Jon Ola Sand, född 21 december 1961 i Oslo, är en norsk TV-chef. Han arbetar för norska public service-företaget Norsk rikskringkasting (NRK). Sand var mellan åren 2011 och 2020 EBU:s högste ansvarige chef för musiktävlingen Eurovision Song Contest.

## Karriär[2]
Sand har arbetat som producent och regissör för mängder av TV-program åt både NRK, TV 2 samt andra produktionsbolag. Exempel på TV-program han har producerat/regisserat är Nobels fredspriskonsert, norska Filmgalan samt Norsk Melodi Grand Prix 2010 samt Eurovision Song Contest 2010. Det sistnämnda evenemanget arrangerades i Oslo, då Norge hade vunnit tävlingen året innan. Sand är även medlem i International Academy of Television Arts & Sciences, vilka är inblandade i Emmy Award.
Efter 2010 års upplaga av ESC valde den föregående högste ansvarige chefen för EBU, Svante Stockselius att lämna den positionen. Den 26 november samma år meddelade EBU att man hade utsett Jon Ola Sand till den nye högste ansvarige chefen för EBU. Sand tillträdde denna post den 1 januari 2011.